# Aewm
aewm är en fönsterhanterare till Linux. Den har gett upphov till flera efterföljare som aewm++, skriven i C++ (därav namnet). Den är väldigt lättviktig och innehåller få funktioner, men den är bra om man inte behöver mer än de funktioner aewm++ ger.